# Franco Russi
Franco Russi (Milano, 19 agosto 1932) è un ex calciatore e allenatore di calcio italiano, di ruolo centrocampista.

## Caratteristiche tecniche
Giocò nel ruolo di mediano.

## Carriera
Partecipò al campionato di Serie A con la SPAL, collezionando 10 presenze.